# Chan Chöchijn nuruu
Chan Chöchijn nuruu (Chan Chöchij; mong.: Хан Хөхийн нуруу) – pasmo górskie w północno-zachodniej Mongolii oddzielające kotlinę jeziora Uws-nur na północy od kotliny jeziora Chjargas nuur na południu. Rozciąga się równoleżnikowo na długości ok. 250 km. Najwyższy szczyt osiąga wysokość 2928 m n.p.m. Część północna zbudowana głównie z prekambryjskich skał krystalicznych i dolnopaleozoicznych granitów. Część południowa zbudowana ze skał efuzywnych i osadowych. Zbocza strome, szczyty płaskie. Występują ślady po zlodowaceniach. Stoki północne pokryte są stepami, lasami (modrzew i sosna) i łąkami, natomiast stoki południowe porasta roślinność półpustynna. Dominują gleby ciemnokasztanowe, kasztanowe i ciemne gleby łąkowe. Wzdłuż południowych zboczy pasma ciągnie się pas gleb kasztanowych i jasnokasztanowych wymagających nawadniania.